# 加朗島
加朗島是印度尼西亞的島嶼，屬於廖內群島的一部分，由廖內群島省負責管轄，位於巴淡島東南560公里，面積80平方公里，島上有15,000個來自越南和中國的難民居住。

## 外部連結
- Galang and Batam Island Info guide
- "About Galang and refugees"（页面存档备份，存于）

0°45′N 104°14′E / 0.750°N 104.233°E